# Przegub Cardana

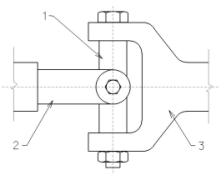
Rysunek przegubu Cardana

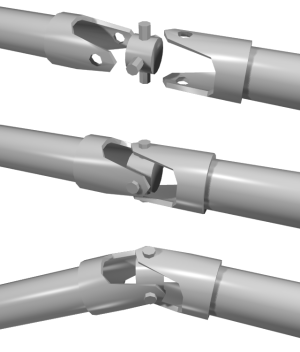
Widok przegubu Cardana; u dołu wały z odchylonymi osiami

Przegub krzyżakowy w ruchu

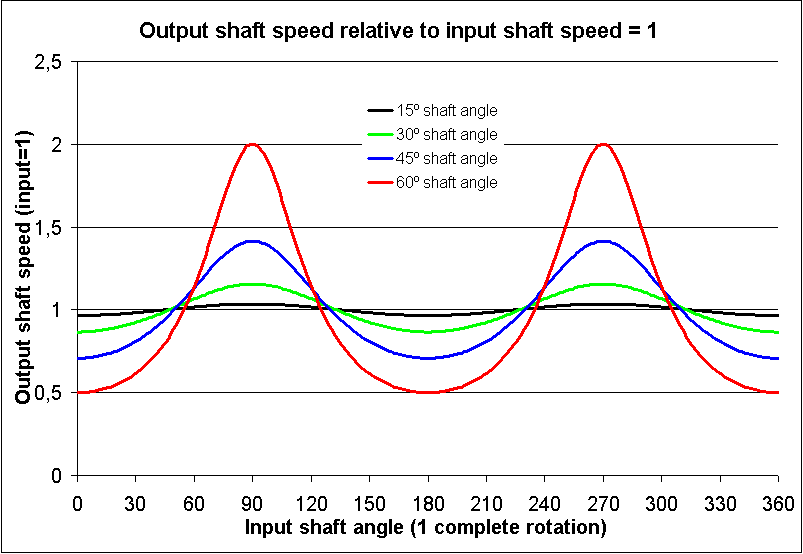
Ilustracja zmienności przełożenia w funkcji kąta obrotu przy różnych kątach odchylenia przegubu

Przegub Cardana, przegub krzyżakowy, przegub wychylny – sprzęgło przymusowe nierozłączne, kompensacyjne (według hierarchii podstaw konstrukcji maszyn: sprzęgło nierozłączne, mechaniczne, samonastawne, kątowe), rodzaj przegubu asynchronicznego. Jego nazwa pochodzi od nazwiska Girolama Cardana.
Krzyżowy łącznik (1), rodzaj zdwojonego sworznia, łączy dwa widłowe zakończenia wałów czynnego (2) i biernego (3). Takie połączenie pozwala na przeniesienie momentu pomiędzy wałami nawet znacznie odchylonymi względem siebie. Problemem przegubów krzyżakowych jest to, że prędkość wału biernego jest pulsacyjna. Im kąt pomiędzy osiami wałów większy, tym pulsacja większa. Przeguby zapewniające brak pulsacji noszą nazwę przegubów homokinetycznych.
W przypadku przegubu krzyżakowego pulsacje wału biernego można wyeliminować, stosując przegub dwukrzyżakowy, jeśli pozwala na to geometria napędu.

## Zależności kinematyczne
Oznaczając przez {\displaystyle \alpha _{1}} kąt obrotu wałka wejściowego, {\displaystyle \alpha _{2}} wałka wyjściowego oraz przez {\displaystyle \beta } kąt pomiędzy osiami wałków przegubu otrzymuje się zależność:
{\displaystyle \alpha _{2}=\operatorname {arctg} \left({\frac {\operatorname {tg} \alpha _{1}}{\cos \beta }}\right)}.
Na podstawie tego równania można wyznaczyć przełożenie {\displaystyle i} jako stosunek prędkości {\displaystyle \alpha _{2}} do {\displaystyle \alpha _{1}} w funkcji kąta obrotu wałka wejściowego {\displaystyle \alpha _{1}{:}}
{\displaystyle i={\frac {\omega _{2}}{\omega _{1}}}={\frac {\cos \beta }{1-\cos ^{2}\alpha _{1}\cdot \sin ^{2}\beta }}}.
Funkcja ta jest okresowa o okresie równym 180° i wartości średniej równej 1. Osiąga ona minimum dla kąta {\displaystyle \alpha _{1}} = 0° i 180° wynoszące {\displaystyle \cos \beta .} Natomiast maksimum występuje dla kąta {\displaystyle \alpha _{1}} = 90° i 270° o wartości {\displaystyle 1/\cos \beta .}